# Генерација 30 (Грчка)
Генерација 30 или Генерација 30-их, колектив је грчких писаца и уметника који су се, рођени почетком 20. века, у тридесетим годинама прошлог века нашли на почетку или на врхунцу свог стваралачког тока. Заједничке црте у темама и начинима изражавања повезују уметнике једне с другима, али и са друштвом и историјом времена. Ова генерација је изнедрила веома значајна дела као и две Нобелове награде за књижевност.
„Оно што је посебно важно на колективном нивоу јесте да је [Генерација 30-их] естетизовала основне идеје о народу, простору и историји, увела креативну грчкост која је помогла у разговору садашњости са прошлошћу и разрадила двосмерни однос са Европом."— Δημήτρης Τζιόβας

## Дефиниција
У књижевности, као и у свим уметностима уопште, „генерација“ не прелази одређене временске границе, као што то ради „школа“, док су њени представници мање-више истог узраста, са разликом у годинама обично мањом од пет. а свакако не више од десет година.
Оно што повезује њене представнике, одвајајући их од претходних и наредних, јесу историјски тренутак и тренутак када они долазе да одиграју своју улогу у писмима, шта се у то време дешава у историјском простору као и оно што преовладава у интелектуалном и књижевном току. Посебно је важна чињеница да су припадници ове генерације одрастали и живели догађаје заједничке за све и дисали исту атмосферу, као и то да су почели и коегзистирали са отприлике истим теретом живота.

## Кључне карактеристике
Ова генерација се синхронизовала са већим делом нових форми које су пристизале из западне Европе, где су се увелико и утемељиле, као што су надреализам са слободним стихом у поезији и роман у прози. Линос Политис сматра да су писци који су се представили у оквиру ове хронологије стваралачки обновили не само поезију већ и прозу, „која је у годинама 1920-1930 цветала у закаснелом опстанку етнографије која описује живот бедног сиротињског насеља.“
Коначна сахрана Велике идеје са малоазијском катастрофом, приморала их је да редефинишу "грчкост" (хеленски идентитет). Дошавши у додир са Европом, покушали су и успели да споје на грчки начин модернизам са традицијом, космополитизам са локалношћу, и изразе оно колективно несвесно свог времена. Генерација тридесетих откривала је, дивила се и волела грчку народну културу у свим њеним манифестацијама, од локалног фолклора до анонимних народних сликара.

## Поезија
У поезији тридесетих година прошлог века налазимо прве кораке промене коју ће ова генерација донети књижевности. Из Француске долази нови покрет, надреализам, возило кроз које ће се изражавати песници који ће састављати генерацију 1930. Најодлучнији потези у току промене поезије десили су се:
- 1930. у Паризу, када је објављена претеча грчке надреалистичке поезије, збирка песама Теодороса Дороса Στου γλυτωμού το χαζί

- 1931. у часопису Логос, где је објављен есеј Димитриса Менцелоса „Надреализам и његове тенденције“, у коме је аутор систематски изложио теорију надреализма.

Исте године, Сеферис објављује своју збирку поезије Строфа, која, иако је највећим делом класична поезија, има и песме надреалистичког расположења.
- 1933. године када су у часопису Круг објављене песме Томаса Стернса Елиота, које ће посебно допринети Сеферису
- Године 1935. када је објављена Висока пећ Андреаса Емпирикуса, прва грчка надреалистичка збирка поезије, као и Сеферисова збирка Роман (Μυθιστόρημα). Ова два догађаја, али и други слични догађаји (као што је објављивање првих песама Одисеја Елитиса, објављивање одломака из Уликса Џејмса Џојса у преводу Такиса Папасониса, али и први преводи Елиота од Сефериса) довешће 1935. годину до разматрања као одлучујућу годину-прекретницу у поезији: „Оно што ће касније бити тело нове поезије први пут се појављује у временској граници 1935. године […] овај пут је једно од најисторијских модерних грчких поезија, јер се одатле и даље, углавном, форма нашег песничког дискурса потпуно променила..."

Константинос Димарас, веома рано се фокусирајући на главно обележје нове поезије коју је представила генерација тридесетих (која још није у потпуности искристалисала своје елементе), дефинисао ју је као „културу лирике”. Овај нови лиризам се сада фокусирао на реч, коју је сматрао аутономном, у потрази за најбољим фонолошким и психолошким асоцијацијама којих се сећа.
Иако су лексикографија, елиптична формулација и деградација рационализма постојали у ранијим фазама грчке књижевности, у овој генерацији се сматрају одликама „чисте књижевности“.
Најзначајнијим представницима и експонентима ове генерације сматрају се песници Јоргос Сеферис, Одисеј Елитис, Андреас Емпирикос, Никитас Рандос, Јоргос Сарандарис, Димитрис Антониу, Анастасиос Дривас, Теодорос Дорос, Никос Енгонопулос, Јанис Рицос, Никифорос Вретакос и Никос Гатос.

## Проза
Што се прозе тиче, писци су почели да напуштају традиционалне форме романа и приповетке, да би кроз новонасталу форму романа могли да открију сложенија психолошка стања, да опишу озбиљније друштвене и значајније људске проблеме. Истовремено, направили су рез у стилу и језику, усвајајући једноставан, елементарни, често локални дијалект.
Година 1933. се може сматрати прекретницом у модерној грчкој прози за роман. Ове године појавили су се важни романи, можда најважнији, модерне грчке књижевности. Јоргос Теотокас ову годину назива годином наглог и вишеструког развоја романа, првенствено јер су исте ове године изашли „Свезани“ Ангелоса Терзакиса, „Пуковник Лиапкин“ М. Карагациса, „Арго“ Јоргоса Теотокаса, „Учитељ са златним очима“ Стратиса Миривилиса и други.
Андреас Карантонис поново, у чланку у часопису Неа Грамата 1935. године, истиче да је „књижевна форма која данас најснажније подстиче тајне жеље младих људи према оригиналном делу роман. Толики је издавачки оргазам од бујног писања романа да се стиче утисак да ће први пут у Грчкој бити направљен од неискоришћеног облика, тела са тежином, додиром и динамичком енергијом.“
Карантонис већ издваја фигуру младог романсијера, који, бавећи се романом, покушава да упозна човека свог завичаја. Од човека до његовог друштвеног положаја, од друштва до природе и историје свог места. Стубовима ове генерације сматрају се Фотис Кондоглу, Трасос Кастанакис, Стратис Миривилис, Елијас Венезис, Космас Политис, Јоргос Теотокас, М. Карагацис, Танасис Пецалис-Диомидис, Ангелос Терзакис, и најмлађи од свих Пантелис Превелакис.

## Сликарство
Захтев за повратак традицији, захтев за оним „грчким“, био је императив сликара тог времена. Хеленитет у сликарству био је отворен захтев још од почетка 20. века, али се изражавао кроз пејзажно сликарство које је једноставно настојало да представи грчки простор и грчку светлост. Након малоазијске катастрофе, уметници генерације '30-их за идентитетом трагали су у многобројним унутрашњим улицама.
Већина – са изузетком Контоглуа – желела је да изрази стварност свог времена комбиновањем (као што су то чинили романописци и песници) грчке традиције и модернистичких струја као што су фовизам, кубизам, надреализам и експресионизам. У том контексту су откривени и вредновани популарни сликари, попут Теофила и Макријанија, али и византијска традиција. Претходни приступ праћен је антропоцентризмом. То значи да је интелект доминирао чулима, што је резултирало тиме да је сликарство постало духовније и мање репрезентативно.
Најзначајнији представници ове генерације у визуелним уметностима су Константинос Партенис, Спирос Папалукас, Фотис Контоглоу, Јанис Царухис, Никос Енгонопулос, Никос Хаџикирјакос-Гикас, Јоргос Бузијанис и Јоргос Гуранопулос.